# Редень (Ясси)
Редень, Редені (рум. Rădeni) — село у повіті Ясси в Румунії. Входить до складу комуни Рошкань.
Село розташоване на відстані 348 км на північ від Бухареста, 32 км на північ від Ясс.

## Населення
За даними перепису населення 2002 року у селі проживали 740 осіб, усі — румуни. Усі жителі села рідною мовою назвали румунську.